# Besseria excavata
Besseria excavata är en tvåvingeart som beskrevs av Herting 1979. Besseria excavata ingår i släktet Besseria och familjen parasitflugor.
Artens utbredningsområde är Madagaskar. Inga underarter finns listade i Catalogue of Life.